# Wushan, Tianshui
Wushan är ett härad i Tianshuis stad på prefekturnivå i provinsen Gansu i nordvästra Kina.
Wushan  är indelat i 13 köpingar och två socknar.
Köpingar (zhen):

- Chengguan (城关镇)
- Gaolou (高楼镇)
- Hualin (桦林镇)
- Longtai (龙台镇)
- Luomen (洛门镇)
- Mali (马力镇)
- Shandan (山丹镇)
- Simen (四门镇)
- Tange (滩歌镇)
- Wenquan (温泉镇)
- Yanghe (杨河镇)
- Yuanyang (鸳鸯镇)
- Yupan (榆盘镇)

Socknar (xiang):

- Yan'an (沿安乡)
- Zuitou (嘴头乡)